# Acrocercops microphis
Acrocercops microphis är en fjärilsart som beskrevs av Edward Meyrick 1921. Acrocercops microphis ingår i släktet Acrocercops och familjen styltmalar. Inga underarter finns listade i Catalogue of Life.